# Cova Joana
Cova Joana (Crioulo cabo-verdiano, ALUPEC: Kova Juana)  é uma vila na ilha Brava, Cabo Verde.

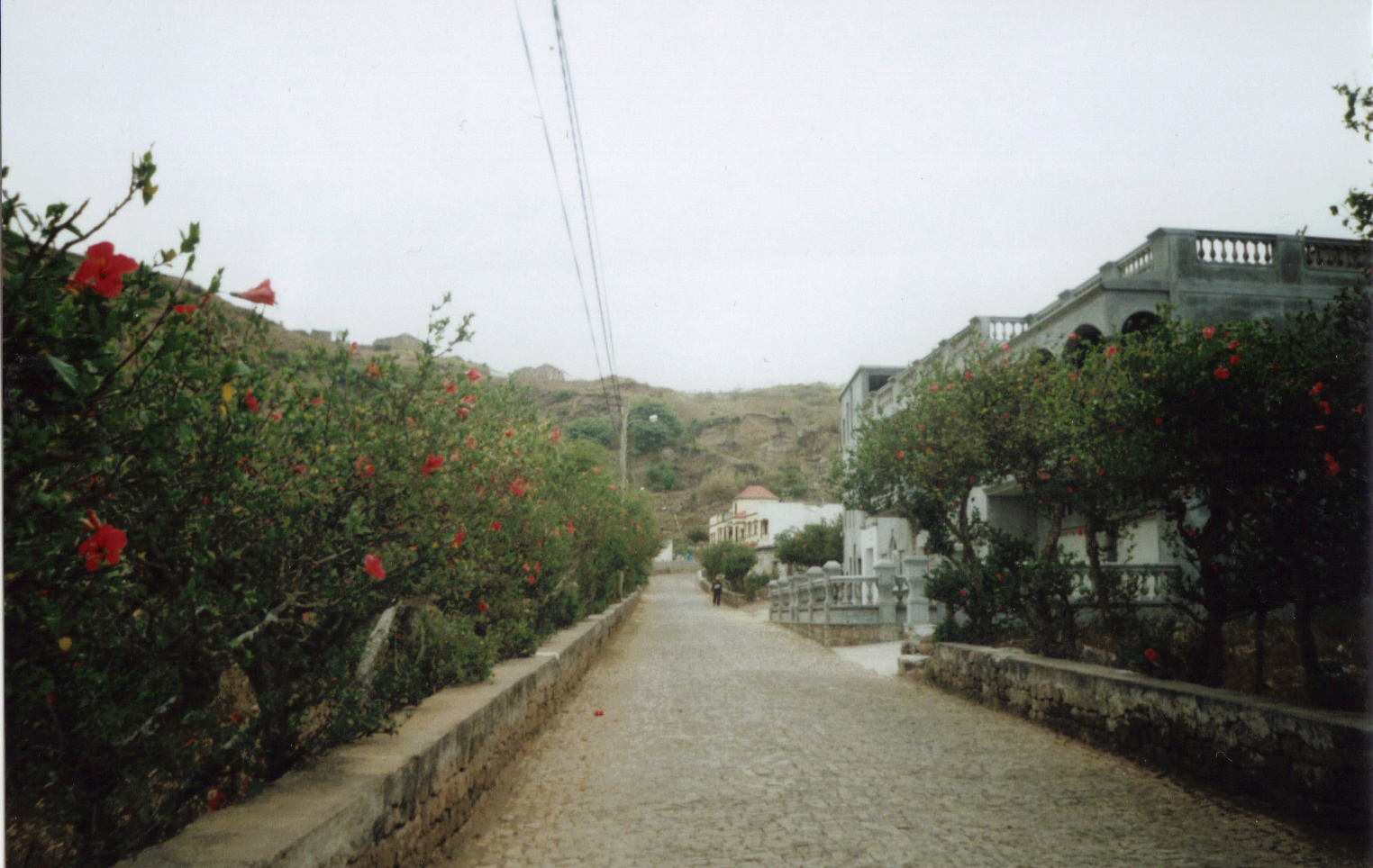
Rua Principal de Cova Joana.

## Vilas próximos
- Vila Nova Sintra - nordeste
- Cova Rodela - norte
- Nossa Senhora do Monte - sul
- Nova Sintra do Monte - sul